# Mistrzostwa Europy w biegu na 100 km 1994
3. Mistrzostwa Europy w biegu na 100 km 1994 – zawody lekkoatletyczne, które odbyły się 3 września 1994 w Winschoten, Holandia.

## Medaliści
|                         | 1. miejsce         | Rezultat | 2. miejsce        | Rezultat | 3. miejsce              | Rezultat |
| Mężczyźni indywidualnie | Jarosław Janicki   | 6:33:43  | Andrzej Magier    | 6:33:43  | Denis Gack              | 6:37:47  |
| Kobiety indywidualnie   | Valentina Liakhova | 7:36:39  | Nurziia Bagmanova | 7:52:59  | Yelena Bikulova-Maskina | 8:10:13  |

## Reprezentacja Polski

### Mężczyźni
| Miejsce | Zawodnik             | Klub               | Rezultat |
| 1.      | Jarosław Janicki     | MKS Hermes Gryfino | 6:33:43  |
| 2.      | Andrzej Magier       | LKS Zorza Gdynia   | 6:33:43  |
| 13.     | Damian Breguła       | -                  | 6:57:54  |
| 30.     | Zbigniew Bogdanowicz | -                  | 7:53:43  |
| 50.     | Miroslav Lasota      | -                  | 8:49:32  |
| 66.     | Andrzej Jabłoński    | -                  | 10:06:12 |

### Kobiety
| Miejsce | Zawodniczka  | Klub | Rezultat |
| 29.     | Irena Lasota | -    | 12:03:32 |